# Ludwig Berwald

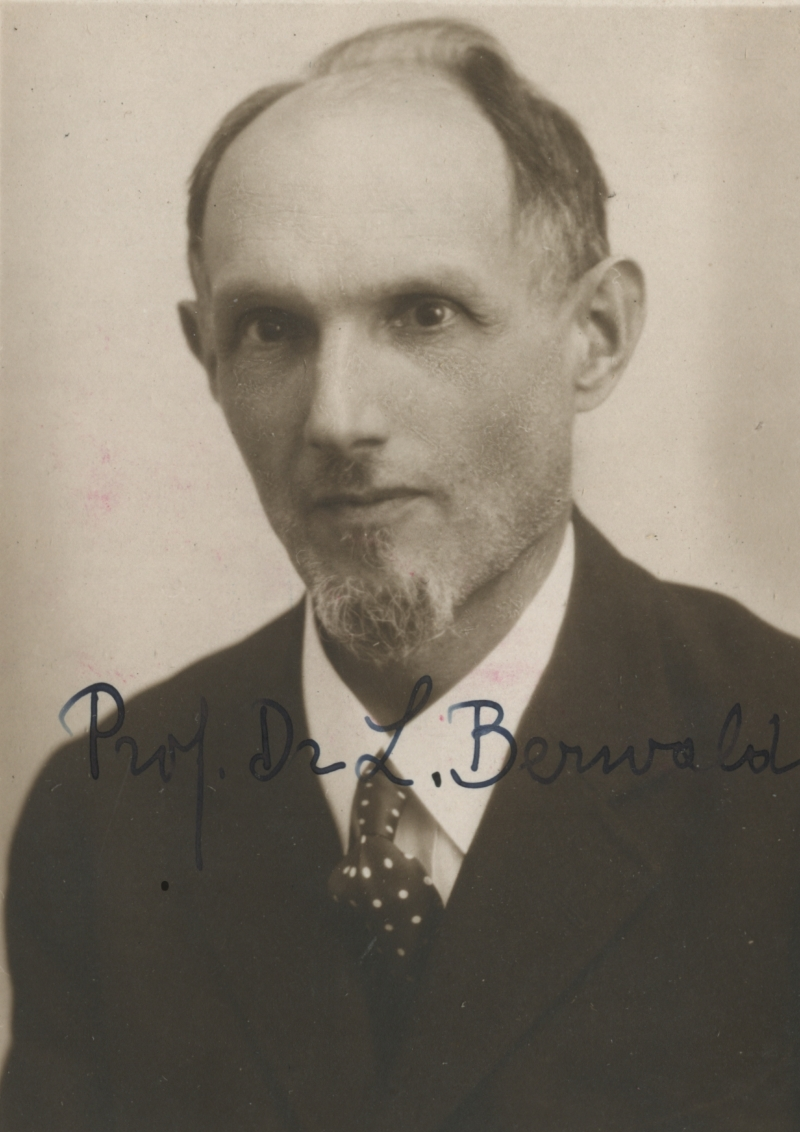
Ludwig Berwald (1938)

Ludwig Berwald (* 8. Dezember 1883 in Prag; † 20. April 1942 im  Getto Lodz/Litzmannstadt) war ein österreichischer Mathematiker deutschböhmischer Herkunft.

## Leben
Sein Vater Max Berwald stammte aus Lyck in Ostpreußen und war Inhaber der renommierten Andreschen Buchhandlung am Pulverturm in Prag. Seine Mutter war eine geborene Friederike Fischel aus Prag, aus jüdischer Familie. Er besuchte ab 1893 das k. u. k. Gymnasium am Graben in Prag. 1899 zog die Familie nach München um, wo er 1902 am k. Luitpold-Gymnasium das Abitur ablegte. Nach der Matura studierte Ludwig Berwald an der Universität München Mathematik und schloss erfolgreich mit der Promotion bei Aurel Voss ab (Krümmungseigenschaften der Brennflächen eines geradlinigen Strahlensystems und der in ihm enthaltenen Regelflächen). Zurück in Prag konnte er sich 1919 an der Deutschen Universität habilitieren.
1922 ernannte man ihn zum a.o. Prof. der Mathematik und bereits fünf Jahre später avancierte Berwald dort zum o. Prof. Seine Hauptarbeitsgebiete waren die Probleme von Differentialgeometrie und die geometrische Variationsrechnung. Berwalds Berechnungen zur affinen Flächentheorie in der Riemannschen Geometrie und die der Parallelübertragung in Räumen mit allgemeiner Maßbestimmung fanden unter seinen Kollegen besondere Beachtung.
Berwald war einer der Ersten, die nach der deutschen Besetzung mit einem Arbeitsverbot belegt wurden. Mit 58 Jahren wurde er 1941 zusammen mit seiner Ehefrau Hedwig Adler in das  Getto Lodz/Litzmannstadt deportiert. Dort verhungerte Ludwig Berwald kurz nach dem Tod seiner Ehefrau am 20. April 1942.